# Armas Sten Fühler
Armas Sten Fühler (* 11. Oktober 1911 in Helsinki, Finnland; † 11. März 1990 in Frankfurt am Main) war ein deutscher Schauspieler, Regisseur und Hörspielsprecher.

## Leben
Armas Sten Fühler war der Sohn des Musikers Max Fühler und der Finnin schwedischer Abstammung Maiju Sallmén. Im Alter von zwei Jahren zogen seine Eltern mit ihm nach Deutschland, wo er in Hamburg und Mannheim aufwuchs. Fühler besuchte ein Realgymnasium und schloss dieses 1930 mit dem Abitur ab. Anschließend studierte er an der Universität München und der Heidelberger Hochschule Germanistik, Altnordisch sowie Kunst- und Theatergeschichte, daneben nahm er Unterricht an der Mannheimer Schauspielschule unter der Leitung von Hans Godeck. 1935 promovierte Fühler mit der Schrift Das Schauspielrepertoire des Mannheimer Hof- und Nationaltheaters im Geschmackswandel des 18. und 19. Jahrhunderts (1779–1870). Kurze Zeit darauf begann er am Nationaltheater Mannheim seine Bühnenlaufbahn. Dort arbeitete er als Schauspieler und Dramaturgie- und Regieassistent, wirkte ferner in Breslau auf der Bühne und als Dramaturg.
Nach dem Zweiten Weltkrieg führten Fühler Verpflichtungen auch an Hamburger und Frankfurter Bühnen. Erstmals in Hamburg spielte er 1962, nämlich am Theater im Zimmer. Dort verkörperte er die männliche Hauptrolle in Wolfgang Hildesheimers Stück Verspätung, nachdem er bereits kurz zuvor bei zwei Einaktern von Edward Albee Regie an der Bühne von Gerda Gmelin geführt hatte. Zudem war Fühler seit Beginn der 1950er Jahre als Sprecher, Autor und Regisseur umfangreich für den Hörfunk tätig. Darüber hinaus stammen mit Der Geliebte meiner Frau und Schachzug der Liebe zwei Bühnenstücke aus seiner Feder.
Seit Mitte der 1950er Jahre arbeitete Armas Sten Fühler daneben auch gelegentlich vor der Kamera, so 1956 in einer Fernsehspielfassung des Edgar-Wallace-Krimis Der Hexer oder 1973 in der Folge Blinder Haß aus der Reihe Dem Täter auf der Spur. Seine letzte Fernsehrolle war die eines Richters in der Serie PS – Geschichten ums Auto von Robert Stromberger.

## Filmografie (Auswahl)
- 1955: Die Zyklone
- 1956: Der Hexer
- 1958: Die Bekehrung des Ferdys Pistora
- 1958: Der kaukasische Kreidekreis
- 1959: Prozeßakte Louis Capet
- 1959: Nocturno im Grand Hotel
- 1960: Zur letzten Instanz
- 1960: Madame Sans-Gêne
- 1960: Kai aus der Kiste
- 1962: Leben des Galilei
- 1963: Das kleine Hofkonzert – Musikalisches Lustspiel aus der Welt Carl Spitzwegs
- 1966: Ein Tag ohne Morgen
- 1966: Der Prozeß: Oscar Wilde
- 1966: Das Cello
- 1967: Verräter
- 1969: Stewardessen – Der Flug nach Hongkong
- 1973: Dem Täter auf der Spur – Blinder Haß
- 1975: PS – Geschichten ums Auto – Das Urteil
- 1976: PS – Geschichten ums Auto – Die Schuldfrage

## Hörspiele

### Als Autor
- 1952: Magie der menschlichen Stimme – Regie: Armas Sten Fühler
- 1953: Das Loch – Regie: Walter Knaus
- 1957: Der unheimliche Abend – Regie: nicht genannt
- 1979: Die Dande aus Ameriga – Regie: nicht genannt
- 1981: Beim Pan in Schwetzingen (mit Petrina Stein) – Regie: Armas Sten Fühler

### Als Regisseur (Auswahl)
- 1950: Was sollen wir denn tun? – Autor: Fred von Hoerschelmann
- 1950: Der junge Moncada – Autor: Alexander Lernet-Holenia
- 1950: Indizien – Autor: Fritz Ernst Bettauer
- 1950: Protokolle der Familie F. – Autor: Christian Bock
- 1950: Eugénie Grandet – Autor: Honoré de Balzac
- 1951: Der König von Afrika – Autor: Kurt Heynicke
- 1952: Magie der menschlichen Stimme – Autor: Armas Sten Fühler
- 1952: Kasan liegt an der Strecke nach Sibirien – Autor: Otto Heinrich Kühner
- 1953: Ehelei – Autor: Hermann Bahr
- 1954: Um Großes zu beginnen – Autor: Horst Pillau
- 1955: Will von der Mühle – Autor: Robert Louis Stevenson
- 1955: Die Spottdrossel – Autor: James Thurber
- 1955: Der Schrei des Pferdes – Autor: Jack London
- 1956: Finden Sie, daß Minister sich richtig verhalten können – Autor: Karl Richard Tschon
- 1956: Traumboot für Zwei – Autor: Patrick Cullen
- 1956: Drei Piècen – Autor: Guy de Maupassant
- 1956: Drei Chancen für Micky oder: Die Banditen G.m.b.H. – Autor: Hasso Plötze
- 1957: Die heimliche Hose – Autor: Kurd E. Heyne
- 1960: Fingerspitzengefühl – Autor: Wolfgang Beutin
- 1961: Der Tote aus der Themse – Autor: Ken Kaska
- 1962: Der Mörder kommt um elf – Autor: Albert Carnère
- 1963: Das ideale Ehepaar – Autor: Jo Hanns Rösler
- 1964: Ist das die Möglichkeit – Autor: Kurt Reiss
- 1965: Der Blitzschlag – Autor: Robert F. Caroll
- 1965: Der Kraptaken-Zipfel – Autor: Wolfgang Altendorf
- 1968: Va banque – Autor: Norbert Buqué
- 1973: Zum Glück haben wir Geld – Autor: Kirsti Hakkarainen
- 1981: Beim Pan in Schwetzingen – Autor: Petrina Stein und Armas Sten Fühler

### Als Sprecher (Auswahl)
- 1951: Darfst du die Stunde rufen – Regie: Walter Knaus
- 1951: Die Karriere des Don Sequeira – Regie: Paul Land
- 1951: Die Maske des Astrologen – Regie: Walter Knaus
- 1952: Wir machen ein Hörspiel – Regie: Walter Knaus
- 1952: Reise nach Braunschweig – Regie: Walter Knaus
- 1952: Das Klavier des Prokuristen – Regie: Walter Knaus
- 1953: Vergangenheit hat keine Türen – Regie: Walter Knaus
- 1953: Fünf Mann im Stacheldraht – Regie: Walter Knaus
- 1953: Der Zündholzkönig – Regie: Walter Knaus
- 1954: Der Brand im Hutzelwald – Regie: Walter Knaus
- 1954: Tiere sind auch Menschen – Regie: Walter Knaus
- 1954: Eine Dummheit macht auch der Gescheiteste – Regie: Walter Knaus
- 1955: Ein Weg von acht Minuten – Regie: Walter Knaus
- 1955: Der Arzt am Scheideweg – Regie: Cläre Schimmel
- 1955: Der große Krach der großen Herren – Regie: Oskar Nitschke
- 1956: Das Brandopfer – Regie: Oskar Nitschke
- 1956: Atomgeheimnisverräter Bruno Pontecorvo – Regie: Karl Ebert
- 1956: Peer und die Wölfe – Regie: Oskar Nitschke
- 1957: Fußspuren im Dschungel – Regie: Oskar Nitschke
- 1957: Der Bilderstürmer – Regie: Jürgen Petersen
- 1957: Der Telefonist – Regie: Oskar Nitschke
- 1958: Eli – Regie: Irmfried Wilimzig
- 1958: Fata Morgana – Regie: Karl Ebert
- 1958: Das Schweigen – Regie: Oskar Nitschke
- 1959: Der Turm der Beständigkeit – Regie: Jürgen Petersen
- 1959: Das Bein – Regie: Fritz Schröder-Jahn
- 1959: Die Leute von Beersheba – Regie: Fritz Schröder-Jahn
- 1960: Der ungebetene Gast – Regie: Jörg Franz
- 1960: Das Buch und der Pfiff – Regie: Gustav Burmester
- 1960: Ein ruhiges Haus – Regie: Fritz Schröder-Jahn
- 1961: Das schweigende Dorf – Regie: Fritz Schröder-Jahn
- 1961: Die Jagd nach dem Täter (Folge: Grüne Splitter im Handschuh) – Regie: S. O. Wagner
- 1961: Kinder sind so unterhaltend – Regie: Theodor Steiner
- 1962: Zauberei auf dem Sender – Regie: Theodor Steiner
- 1962: Der große Bruder – Regie: Fritz Schröder-Jahn
- 1962: Der Blaumilchkanal – Regie: Horst Loebe
- 1962: Das Schiedsgericht – Regie: Walter Knaus
- 1963: Literatengekakel – Regie: Charlotte Niemann
- 1963: Urlaub an der Front – Regie: Charlotte Niemann
- 1963: Die Jagd nach dem Täter (Folge: Die Tour) – Regie: S. O. Wagner
- 1964: Der Freispruch – Regie: Wilm ten Haaf
- 1964: Nur über meine Leiche – Regie: Wilm ten Haaf
- 1964: Kleine Fahrten aus der Haut – Regie: Charlotte Niemann
- 1965: Mörder mit Prinzipien – Regie: Gerlach Fiedler
- 1965: Als Mr. Wallace nach Hause kam… – Regie: Heio Müller
- 1965: Die Ehe – Regie: Gerlach Fiedler* 1966: Gegenstimmen – Regie: Walter Knaus
- 1967: Strafvollzug – Regie: Klaus Groth
- 1967: Kein Ohr für Musik – Regie: Klaus Groth
- 1967: Das Attentat – Regie: Reinhard Zobel
- 1968: Der Fall Lancaster – Regie: Günther Sauer
- 1968: Die Toten von Spoon River – Regie: Wolfgang Schenck
- 1968: Unter einem Himmel in Auberginenfarbe – Regie: Jörg Franz
- 1969: Jasseron, Rechtsanwalt und Notar – Regie: Klaus Groth
- 1969: Die Generalprobe – Regie: Walter Knaus
- 1969: Mondgespenster – Regie: Peter Buck
- 1970: Artikel 727 – Regie: Klaus Groth
- 1972: Exitus – Regie: Horst H. Vollmer
- 1973: Die Identität des Josef Kemmer – Regie: Werner Klein
- 1974: Schrei – Regie: Werner Klein
- 1974: Penelope in Kristall – Regie: Werner Klein
- 1975: Achtung – Originalton! – Regie: Werner Klein
- 1976: Der drei Könige Besuch im Morgen. Nach einer Idee von Rudolf Stähle – Regie: Andreas Weber-Schäfer
- 1976: Revolte der Frauen – Regie: Christian Gebert
- 1976: Schlorem und Zores – Regie: Peter Knorr
- 1977: Spurendienst – Regie: Christian Gebert
- 1977: L'Adultera – Die Ehebrecherin (Theodor Fontane)
- 1979: Die Diskothek – Regie: Sigurd König
- 1981: Ausflug der Rentner – Regie: Ulrich Lauterbach
- 1981: Casanova und die Figurantin – Regie: Walter Adler
- 1983: Der Mann auf dem Balkon – Regie: Henning Venske
- 1985: Spuren im Sand – Regie: Dieter Eppler
- 1985: Die Suche – Regie: Christian Gebert
- 1986: Du hast die Wahl, Junge – Regie: Sylvia Molzer